# ۲۸ مه
۲۸ مه در تقویم گرگوری، صد و چهل و هشتمین (در سال‌های کبیسه صد و چهل و نهمین) روز سال است. ۲۱۷ روز تا پایان سال باقی است.

## رویدادها
- ۵۸۵ (پیش از میلاد) - رخداد خورشیدگرفتگی که پیشتر توسط طالس پیش‌بینی شده‌بود و در هنگام جنگ  میان هوخشتره و آلیات دوم رخ‌داد که سبب‌ساز پایان یافتن جنگ میان ماد و لیدی شد.
- ۱۵۳۳ - هنری هشتم انگلستان با آن بولین ( بعدها به اتهام زنای با محارم و خیانت به پادشاه گردن زده شد ) مادر ملکه ویکتوریا اول ازدواج کرد.
- ۱۸۳۰ - اندرو جکسون رئیس جمهور ایالات متحده قانون جابه‌جایی سرخ‌پوستان را امضا کرد.
- ۱۸۷۱ - کمون پاریس (۱۸۷۱) سقوط کرد.
- ۱۹۱۸ - اولین جمهوری ارمنستان و جمهوری دمکراتیک آذربایجان اعلام استقلال کردند.
- ۱۹۳۲ - ساخت سد دریابند در هلند به پایان رسید.
- ۱۹۳۷ - پل گلدن گیت رسما در سان فرانسیسکو افتتاح شد.
- ۱۹۳۷ - شرکت خودروسازی فولکس‌واگن در آلمان تأسیس شد.
- ۱۹۴۰ - بلژیک در طول جنگ دوم جهانی تسلیم آلمان نازی شد.
- ۱۹۴۰ - در اولین پیروزی قوای زمینی نیروی‌های متفقین در طول جنگ جهانی دوم سربازان نروژی ، فرانسوی ، لهستانی و بریتانیایی موفق به بازپس‌گیری شهر نارویک در نروژ شدند.
- ۱۹۴۲ - گفته می‌شود در تلافی ترور راینهارد هایدریش یکی از اعضای برجسته حزب نازی ، قوای آلمانی در چک اسلواکی دست به کشتار ۱۸۰۰ نفر زدند.
- ۱۹۵۲ - به زنان یونانی حق رای تعلق گرفت.
- ۱۹۶۴ - سازمان آزادی‌بخش فلسطین تأسیس شد.
- ۱۹۹۱ - با سقوط آدیس آبابا به دست شورشی‌ها و دولت نظامی سوسیالیست موقت جنگ داخلی اتیوپی به پایان رسید.
- ۱۹۹۳ - کشورهای اریتره و موناکو به سازمان ملل متحد پیوستند.
- ۱۹۹۵ - در اثر زلزله‌ای به بزرگی ۷٫۶ ریشتر در شهر نفتگورسک در روسیه نیمی از اهالی این شهر یعنی بالغ بر ۲۰۰۰ تن کشته شدند.
- ۱۹۹۸ - پاکستان در جواب سری آزمایش‌های اتمی هند دست به پنج آزمایش هسته‌ای زد که این عمل از سوی ایالات متحده ، ژاپن و دیگر کشورها محکوم شد و موجب اعلام تحریم علیه این کشور گردید.
- ۱۹۹۹ - پس از ۲۲ سال ترمیم تابلوی شام آخر اثر لئوناردو دا وینچی به نمایش گذاشته شد.
- ۲۰۰۲ - ناتو روسیه را به عنوان شریک محدود خود اعلام کرد.
- ۲۰۰۴ - ایاد علاوی مبارز سال‌های پیشین علیه رژیم صدام حسین دیکتاتور سابق عراق به نخست وزیر موقت عراق انتخاب شد.
- ۲۰۰۸ - با برگزاری اولین جلسه مجلس قانون اساسی نپال رسما حکومت جمهوری در این کشور اعلام شد.
- ۲۰۱۰ - خارج شدن قطار از ریل در بنگال غربی هند به کشته شدن ۱۴۱ نفر منجر شد.
- ۲۰۱۱ - در کشور مالت ثبت طلاق به رسمیت شناخته شد.
- ۲۰۱۲ - شناسایی بدافزار فلیم

## زادروزها
- ۱۵۷۴ - سلیم دوم، پسر سلیمان اول، دوازدهمین سلطان امپراتوری عثمانی
- ۱۶۶۰ - جرج اول، بریتانیای کبیر
- ۱۹۷۱ – مانوئل بلتران، دوچرخه‌سوار اهل اسپانیا
- ۱۹۸۱ – تام ساوتهام، دوچرخه‌سوار اهل بریتانیا

## درگذشت‌ها
- ۱۱۳۷ - ابن قلاقس اسکندری، شاعر و کاتب مصری.
- ۱۲۶۲ - ابن العدیم، فقیه، محدث، تاریخ‌نگار و زندگی‌نامه‌نویس شامی.

## مناسبت‌ها
- روز جهانی بهداشت قاعدگی
- روز جهانی خودارضایی
- روز ارتش در کشور کرواسی
- روز پرچم در کشور فیلیپین
- روز جمهوری در کشورهای نپال ،جمهوری آذربایجان و ارمنستان